# Arthur E. Andersen
Arthur Edward Andersen (* 30. Mai 1885 in Plano; † 10. Januar 1947 in Winnetka) war ein US-amerikanischer Unternehmer und Gründer der Beratungsfirma Arthur Andersen.

## Leben
Arthur Edward Andersen  wurde als Sohn norwegischer Immigranten in Plano geboren. Seine Eltern, John William und Mary Aabye Andersen, waren 1881 emigriert. Nach dem Tod seiner Eltern im Jahr 1901 war Andersen auf sich allein gestellt und begann, als Bote für die Fraser & Chalmers Manufacturing Company zu arbeiten. Neben seiner Anstellung schloss er die High School ab und wurde im Jahr 1906 zum Assistenten des Firmencontrollers befördert. Im Jahr 1907 begann er, für Price Waterhouse & Co. zu arbeiten.
Im Jahr 1908 schrieb er sich für Betriebswirtschaftslehre an der Kellog School of Management an der Northwestern University ein, an der er noch im selben Jahr seinen Abschluss erlangte. Darüber hinaus erhielt er als jüngster Kandidat des Staates Illinois sein Zertifikat als Certified Public Accountant. Im darauffolgenden Jahr begann er, an der Northwestern University Abendkurse zu geben.
Neben seiner Lehrtätigkeit nahm Andersen 1911 eine neue Tätigkeit als Controller für Schlitz Brewing Company auf. 1913 gründete er mit Clarence Delaney die Firma Andersen, Delaney & Co, die später die Arthur Andersen & Co wurde. Andersen arbeitete darüber hinaus als Assistant Professor (1912–1915) und Professor (1915–1922) an der Northwestern University.
Andersen veröffentlichte zahlreiche Bücher und erlangte mehrere Ehrendoktorwürden. Im Jahr 1953 wurde er in die Accounting Hall of Fame aufgenommen.
Arthur Andersen verstarb am 10. Januar 1947 in Winnetka. Zu dieser Zeit war die Arthur Andersen LLP die größte Beratungsfirma der Welt. Nach seinem Tod wurde die Arthur Andersen Hall auf dem Campus der Northwestern University nach ihm benannt.